# Livre des simples médecines
Pour un article plus général, voir Tractatus de herbis.
Le Livre des simples médecines est le titre donné collectivement à un texte en français transmis par plus de 25 manuscrits enluminés médiévaux des XVe et XVIe siècles. Il s'agit d'une traduction du Tractatus de herbis, un traité en latin lui-même dérivé du Circa instans, lequel a été compilé au XIIe siècle dans le milieu de l'école de médecine de Salerne. Comme ses prédécesseurs, le Livre des simples médecines présente des simples, c'est-à-dire des substances végétales, minérales ou animales pures, possédant des vertus thérapeutiques. Elles y sont regroupées par ordre alphabétique et accompagnées d'illustrations.

## Manuscrits
Felix Baumann divise initialement les manuscrits en trois groupes. François Avril établit ensuite que les groupes 1 et 3, malgré certaines variations, appartiennent en réalité à la même famille, et distingue plutôt deux grands rassemblements géographiques.

### France du Nord et états bourguignons
Les manuscrits de ce groupe ont une même structure qui consiste en deux colonnes de texte avec les illustrations de plantes insérées dans la colonne et des scènes figurées non encadrées. Il s'agit pour la plupart d'ouvrages de cour réalisés à grands frais et souvent décorés des armoiries de leurs possesseurs .

### France de l'Ouest
Les manuscrits de ce groupe se distinguent par un certain nombre de différences iconographiques et sont tous dérivés d'un codex initialement possédé par le prince Charles IV du Maine.

## Origines, structure et contenu
Tous les témoignages connus du Livre des simples médecines semblent provenir d'une traduction unique du traité connu sous le titre de Tractatus de herbis et réalisée à la fin du XIVe ou au début du XVe siècle.

### Liste des manuscrits
| Ville      | Bibliothèque                     | Cote           | Origine             | Datation   | Baumann 1974  | Lien externe           |
| ---------- | -------------------------------- | -------------- | ------------------- | ---------- | ------------- | ---------------------- |
| Copenhague | Bibliothèque royale              | GKS 227 2°     | Flandre ou Hainaut  | 1425-1435  | Groupe III    | Notice en ligne        |
| Paris      | Bibliothèque de l'Arsenal        | 2888           | Flandre ou Hainaut  | 1425-1450  | Groupe III    | Manuscrit numérisé     |
| Dijon      | Bibliothèque municipale          | 391            | Bourgogne           | Vers 1450  | Groupe III    | Échantillons numérisés |
| Paris      | Bibliothèque nationale de France | Français 12320 | France du Nord      | Vers 1450  | Groupe III    | Folios numérisés       |
| Paris      | Bibliothèque nationale de France | Français 19081 | Flandre             | Vers 1450  | Groupe III    | Manuscrit numérisé     |
| Paris      | Bibliothèque nationale de France | Français 12321 | Picardie ou Artois  | Avant 1450 | Groupe I      | Folios numérisés       |
| Berlin     | Bibliothèque d'État              | Hamilton 407   | non renseigné       | Avant 1450 | Groupe I      | Notice en ligne        |
| Paris      | Bibliothèque nationale de France | NAF 6593       | Bourgogne           | 1453       | Groupe I      | Manuscrit numérisé     |
| Paris      | Bibliothèque nationale de France | Français 12319 | Picardie ou Artois  | Vers 1460  | Groupe I      | Manuscrit numérisé     |
| Paris      | Bibliothèque nationale de France | Français 623   | Flandre ou Pays-bas | 1450-1480  | Groupe I      | Manuscrit numérisé     |
| Paris      | Bibliothèque nationale de France | Français 9137  | Bourgogne           | Avant 1487 | Groupe I      | Folios numérisés       |
| Lille      | Bibliothèque municipale          | 356            | non renseigné       | 1475-1499  | Groupe I      | Manuscrit numérisé     |
| Londres    | Wellcome Library                 | 626            | Flandre ou Picardie | Vers 1470  | non considéré | Notice en ligne        |

| Ville             | Bibliothèque                     | Cote               | Datation   | Baumann 1974 | Lien externe       |
| ----------------- | -------------------------------- | ------------------ | ---------- | ------------ | ------------------ |
| Saint-Pétersbourg | Bibliothèque nationale russe     | fr. F. v.VI.2.     | Avant 1472 | non classés  | Notice en ligne    |
| Saint-Pétersbourg | Bibliothèque nationale russe     | fr. F. v.VI.1.     | 1489-1495  | non classés  | Notice en ligne    |
| Paris             | Bibliothèque nationale de France | Français 1307      | Vers 1480  | Groupe II    | Manuscrit numérisé |
| Paris             | Bibliothèque nationale de France | Français 1309-1312 | XVe siècle | Groupe II    | Manuscrit numérisé |
| Modène            | Bibliothèque Estense             | Estero 28          | XVe siècle | Groupe II    | Manuscrit numérisé |
| Königsberg        | Bibliothèque universitaire       | inconnue           | XVe siècle | non classés  | non disponible     |
| Paris             | Bibliothèque nationale de France | Français 12322     | 1520-1530  | non classés  | Manuscrit numérisé |

| Ville        | Bibliothèque                     | Cote                 | Datation       | Lien externe       |
| ------------ | -------------------------------- | -------------------- | -------------- | ------------------ |
| Bruxelles    | Bibliothèque royale              | IV. 1024             | Vers 1460-1470 | Notice en ligne    |
| Bruxelles    | Bibliothèque royale              | 5874-77              | XVe siècle     | Notice en ligne    |
| Bruxelles    | Bibliothèque royale              | 10226                | Vers 1460      | Notice en ligne    |
| Gand         | Archives de l'État               | III. varia 339       | XVe siècle     | Notice en ligne    |
| Paris        | Bibliothèque nationale de France | Français 12317       | XVe siècle     | Manuscrit numérisé |
| Vatican      | Bibliothèque apostolique         | Reg. Lat. 1292       | 1400-1450      | Notice en ligne    |
| Vatican      | Bibliothèque apostolique         | Reg. Lat. 1329       | 1475-1499      | Notice en ligne    |
| Wolfenbüttel | Herzog August Bibliothek         | Guelf. 84.10 Aug. 2° | XVe siècle     | Notice en ligne    |